# Seshemnefer III
| s | T33 | nfr | A1 |

| s | T33 | nfr | A1 |

Seshemnefer III fue un chaty egipcio que ejerció su cargo hacia el año 2450 a. C., durante el reinado del faraón de la quinta dinastía Dyedkara-Isesi. Ocupaba pues el primer puesto en la jerarquía social tras el rey. 
Pertenecía a una familia de cortesanos y dignatarios, llevaba el nombre de su padre y fue enterrado en una mastaba cerca de la de éste (G5080). Su esposa era Heteferes, una dama que llevaba los títulos de Hija real, Sacerdotisa de Hathor, Dama del Sicómoro, Sacerdotisa de Neith y Cuidadora de los caminos, el primero de los cuales apunta a que era hija del faraón. Tuvieron dos hijos: Seshemnefer y Neferseshemptah, ambos escribas reales adjuntos a la casa del chaty, su padre. 

## Sepultura

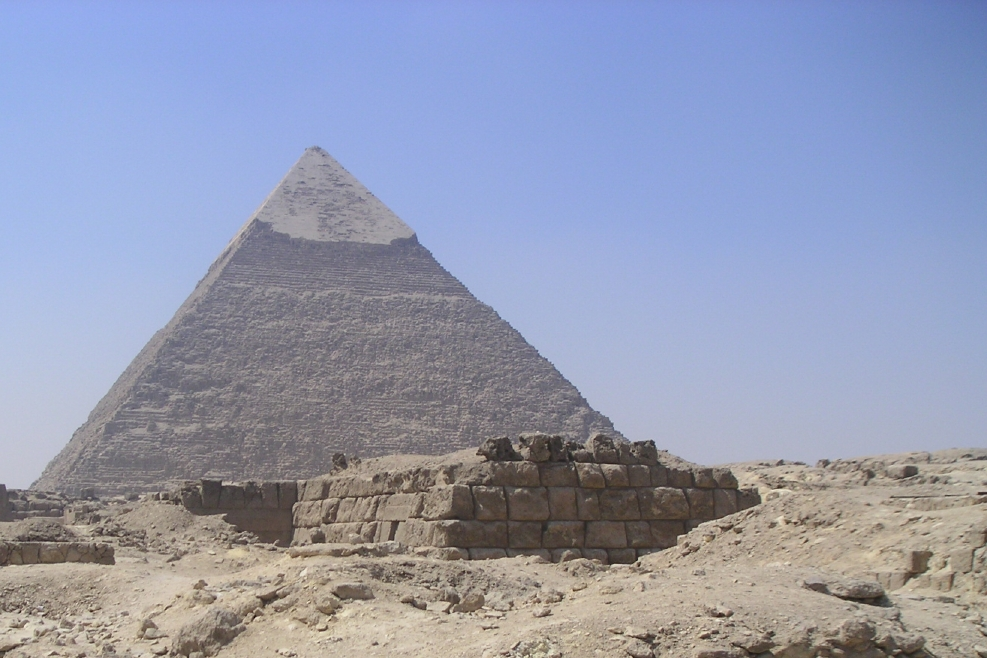
La mastaba de Seshemnefer en Guiza, G5170. Al fondo, la pirámide de Kefrén.

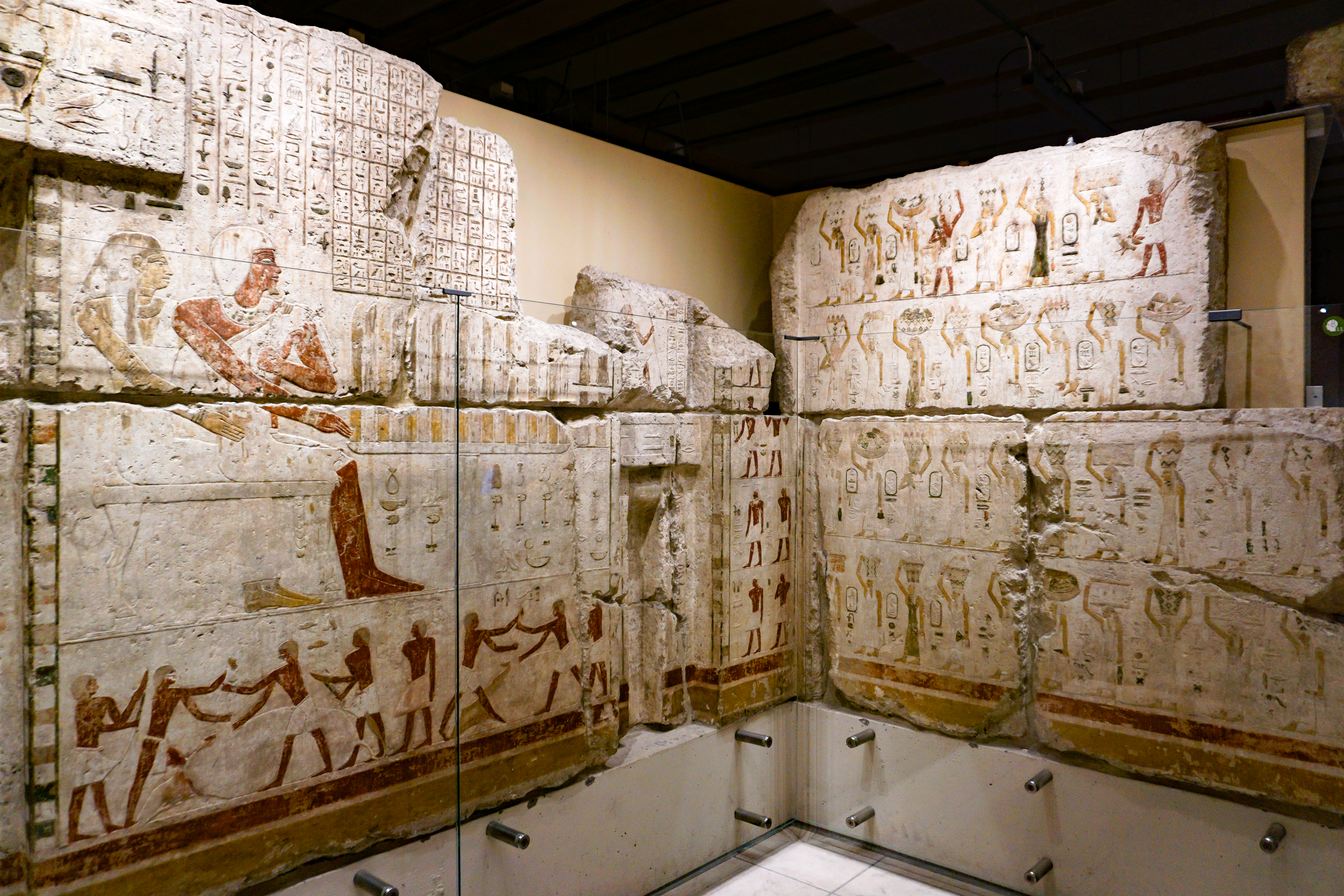
Relieves del interior la mastaba de Seshemnefer. Museum der Universität Tübingen, Alemania.

Es la mastaba G5170 de Guiza, y fue sacada a la luz e investigada por Hermann Junker en la década de 1910. Está situada en la necrópolis occidental, una verdadera ciudad de mastabas. Posee una sala de recepción a la cual se accede desde el exterior por un pequeño patio. La tumba está decorada con relieves que en el momento de su descubrimiento conservaban aún su color original.
La cámara de las ofrendas, con su dos falsas-puertas destinadas al culto funerario del difunto y su esposa, se sacó del lugar y está actualmente depositada en el museo de la Universidad de Tübingen en Alemania. Las escenas representadas en las paredes de esta capilla conservan toda su frescura y forman parte de las obras maestras de esta clase de entre las expuestas en las colecciones egiptológicas.
En la sala principal, en una larga procesión se representan los treinta y seis aspectos funerarios adjuntos al culto funerario del chaty.
Hay que tener cuenta que entre estos ámbitos veintiuno son reales, dependen del culto funerario de soberanos tan antiguos como Seneferu:
- dos están a nombre de Seneferu,
- cinco al de Keops,
- uno, al de Kefrén,
- cinco, al de Userkaf,
- cinco, al nombre de Sahura,
- uno, al nombre de Neferirkara,
- finalmente dos están a nombre de un faraón cuyo nombre se martilleó meticulosamente, y del que solo subsiste el signo de Ra en el interior del cartucho. Podría corresponder a varios reyes, pero en relación con ese periodo de la historia de Egipto pocos son los que se borraron de los documentos oficiales, tal como se hizo en esta tumba. Es por ello que lo más probable sea que el cartucho de este soberano anónimo corresponda a Shepseskara.

La tumba tiene también tres pozos con sepulturas asignadas a Seshemnefer y su familia. Su sarcófago, de piedra caliza, se encontró en una de ellas junto a algunos restos del ajuar funerario que lo acompañaba. También se hallaron algunas estatuas del difunto en el serdab, los vasos canopos, un apoya cabezas de alabastro y cerámica.